# Ethelred (prénom)
Pour les articles homonymes, voir Ethelred.
Ethelred est un prénom masculin anglais.

## Étymologie
Ethelred dérive de l'anthroponyme anglo-saxon Æthelred (vieil anglais : Æþelræd), composé de l'élément æthel (ou æþel) signifiant « noble », et de l'élément red (proto-germanique : *rēdaz) signifiant « conseil ».
La forme féminine de ce prénom est Ethelreda.

## Popularité
Tombé en désuétude comme la plupart des anthroponymes anglo-saxons après la conquête normande de l'Angleterre, il revient à la mode dans le monde anglo-saxon au XIXe siècle mais reste peu fréquent.

## Personnages historiques
Par ordre chronologique
- Ethelred Ier (mort après 704), roi de Mercie de 675 à 704 ;
- Ethelred de Cantorbéry (mort en 888), archevêque de Cantorbéry de 870 à sa mort ;
- Ethelred le Malavisé (mort en 1016), roi d'Angleterre de 978 à 1013 et de 1014 à 1016 ;
- Ethelred d'Écosse (XIe siècle), prince écossais et abbé laïc de Dunkeld.

## Personnalités contemporaines
Par ordre alphabétique
- Ethelred Taunton (en) (1857–1907), prêtre et écrivain anglais.

- Pour l'ensemble des articles sur les personnes portant ce prénom, consulter :
  - la liste des articles dont le titre commence par ce prénom
  - les listes produites par Wikidata : Liste des personnes de prénom « Æthelred » — même liste en incluant les éventuels prénoms composés qui contiennent « Æthelred ».